# NFC North
A NFC North refere-se a Divisão Norte da National Football Conference, da National Football League, que foi criada em 2002 quando a liga re-alinhou divisões após sua expansão para 32 times. Ela substituíu a NFC Central, que foi formada em 1970, quando a National Football League e a American Football League se fundiram.
A NFC North possui no momento quatro membros: Chicago Bears, Detroit Lions, Green Bay Packers, e Minnesota Vikings.
Os Tampa Bay Buccaneers tornaram-se o quinto membro da NFC Central em 1977 depois de passar seu primeiro ano na liga como um membro da AFC West, mas foram movidos para a NFC South no re-alinhamento de 2002.

## Campeões da divisão
| Temporada   | Time                 | Recorde | Resultados do Playoff             |
| ----------- | -------------------- | ------- | --------------------------------- |
| NFC Central |                      |         |                                   |
| 1970        | Minnesota Vikings    | 12-2-0  | Perdeu no NFC Divisional Playoffs |
| 1971        | Minnesota Vikings    | 11-3-0  | Perdeu no NFC Divisional Playoffs |
| 1972        | Green Bay Packers    | 10-4-0  | Perdeu no NFC Divisional Playoffs |
| 1973        | Minnesota Vikings    | 12-2-0  | Perdeu o Super Bowl VIII          |
| 1974        | Minnesota Vikings    | 10-4-0  | Perdeu o Super Bowl IX            |
| 1975        | Minnesota Vikings    | 12-2-0  | Perdeu no NFC Divisional Playoffs |
| 1976        | Minnesota Vikings    | 11-2-1  | Perdeu no Super Bowl XI           |
| 1977        | Minnesota Vikings    | 9-5-0   | Perdeu no NFC Championship Game   |
| 1978        | Minnesota Vikings    | 8-7-1   | Perdeu no NFC Divisional Playoffs |
| 1979        | Tampa Bay Buccaneers | 10-6-0  | Perdeu no NFC Championship Game   |
| 1980        | Minnesota Vikings    | 9-7-0   | Perdeu no NFC Divisional Playoffs |
| 1981        | Tampa Bay Buccaneers | 9-7-0   | Perdeu no NFC Divisional Playoffs |
| 1982        | Green Bay Packers    | 5-3-1   | Perdeu no NFC Second Round        |
| 1983        | Detroit Lions        | 9-7-0   | Perdeu no NFC Divisional Playoffs |
| 1984        | Chicago Bears        | 10-6-0  | Perdeu no NFC Championship Game   |
| 1985        | Chicago Bears        | 15-1-0  | Ganhou o Super Bowl XX            |
| 1986        | Chicago Bears        | 14-2-0  | Perdeu no NFC Divisional Playoffs |
| 1987        | Chicago Bears        | 11-4-0  | Perdeu no NFC Divisional Playoffs |
| 1988        | Chicago Bears        | 12-4-0  | Perdeu no NFC Championship Game   |
| 1989        | Minnesota Vikings    | 10-6-0  | Perdeu no NFC Divisional Playoffs |
| 1990        | Chicago Bears        | 11-5-0  | Perdeu no NFC Divisional Playoffs |
| 1991        | Detroit Lions        | 12-4-0  | Perdeu no NFC Championship Game   |
| 1992        | Minnesota Vikings    | 11-5-0  | Perdeu no NFC Wild Card Playoffs  |
| 1993        | Detroit Lions        | 10-6-0  | Perdeu no NFC Wild Card Playoffs  |
| 1994        | Minnesota Vikings    | 10-6-0  | Perdeu no NFC Wild Card Playoffs  |
| 1995        | Green Bay Packers    | 11-5-0  | Perdeu no NFC Championship Game   |
| 1996        | Green Bay Packers    | 13-3-0  | Ganhou o Super Bowl XXXI          |
| 1997        | Green Bay Packers    | 13-3-0  | Perdeu o Super Bowl XXXII         |
| 1998        | Minnesota Vikings    | 15-1-0  | Perdeu no NFC Championship Game   |
| 1999        | Tampa Bay Buccaneers | 11-5-0  | Perdeu no NFC Championship Game   |
| 2000        | Minnesota Vikings    | 11-5-0  | Perdeu no NFC Championship Game   |
| 2001        | Chicago Bears        | 13-3-0  | Perdeu no NFC Divisional Playoffs |
| NFC North   |                      |         |                                   |
| 2002        | Green Bay Packers    | 12-4-0  | Perdeu no NFC Wild Card Playoffs  |
| 2003        | Green Bay Packers    | 10-6-0  | Perdeu no NFC Divisional Playoffs |
| 2004        | Green Bay Packers    | 10-6-0  | Perdeu no NFC Wild Card Playoffs  |
| 2005        | Chicago Bears        | 11-5-0  | Perdeu no NFC Divisional Playoffs |
| 2006        | Chicago Bears        | 13-3-0  | Perdeu o Super Bowl XLI           |
| 2007        | Green Bay Packers    | 13-3-0  | Perdeu no NFC Championship Game   |
| 2008        | Minnesota Vikings    | 10-6-0  | Perdeu no NFC Wild Card Playoffs  |
| 2009        | Minnesota Vikings    | 12-4-0  | Perdeu no NFC Championship Game   |
| 2010        | Chicago Bears        | 11-5-0  | Perdeu no NFC Championship Game   |
| 2011        | Green Bay Packers    | 15-1-0  | Perdeu no NFC Divisional Playoffs |
| 2012        | Green Bay Packers    | 11-5-0  | Perdeu no NFC Divisional Playoffs |
| 2013        | Green Bay Packers    | 8-7-1   | Perdeu no NFC Wild Card Playoffs  |
| 2014        | Green Bay Packers    | 12-4-0  | Perdeu no NFC Championship Game   |
| 2015        | Minnesota Vikings    | 11-5-0  | Perdeu no NFC Wild Card Playoffs  |
| 2016        | Green Bay Packers    | 10-6-0  | Perdeu no NFC Championship Game   |
| 2017        | Minnesota Vikings    | 13-3-0  | Perdeu no NFC Championship Game   |
| 2018        | Chicago Bears        | 12-4-0  | Perdeu no NFC Wild Card Playoffs  |
| 2019        | Green Bay Packers    | 13-3-0  | Perdeu no NFC Championship Game   |
| 2020        | Green Bay Packers    | 13-3-0  | Perdeu no NFC Championship Game   |
| 2021        | Green Bay Packers    | 13-4-0  | Perdeu no NFC Divisional Playoffs |
| 2022        | Minnesota Vikings    | 13-4-0  | Perdeu no NFC Wild Card Playoffs  |
| 2023        | Detroit Lions        | 12-5-0  | Perdeu no NFC Championship Game   |
| 2024        | Detroit Lions        | 15-2-0  | Perdeu no NFC Divisional Playoffs |

## Lista de vencedores da NFC North (Central 1970-2001)
| Títulos | Equipe               | Anos |
| ------- | -------------------- | --- |
| 21      | Minnesota Vikings    | 1970, 1971, 1973, 1974, 1975, 1976, 1977, 1978, 1980, 1989, 1992, 1994, 1998, 2000, 2008, 2009, 2015, 2017, 2022 |
| 17      | Green Bay Packers    | 1972, 1982, 1995, 1996, 1997, 2002, 2003, 2004, 2007, 2011, 2012, 2013, 2014, 2016, 2019, 2020, 2021             |
| 11      | Chicago Bears        | 1984, 1985, 1986, 1987, 1988, 1990, 2001, 2005, 2006, 2010, 2018                                                 |
| 5       | Detroit Lions        | 1983, 1991, 1993, 2023, 2024                                                                                     |
| 3       | Tampa Bay Buccaneers | 1979, 1981, 1999                                                                                                 |

## Qualificados para o Wild Card
| Temporada   | Time                                                 | Recorde       | Resultado do Playoff                                                                  |
| ----------- | ---------------------------------------------------- | ------------- | ------------------------------------------------------------------------------------- |
| NFC Central |                                                      |               |                                                                                       |
| 1970        | Detroit Lions                                        | 10-4-0        | Perdeu o Divisional Playoffs                                                          |
| 1971        | Nenhum                                               | --            | --                                                                                    |
| 1972        | Nenhum                                               | --            | --                                                                                    |
| 1973        | Nenhum                                               | --            | --                                                                                    |
| 1974        | Nenhum                                               | --            | --                                                                                    |
| 1975        | Nenhum                                               | --            | --                                                                                    |
| 1976        | Nenhum                                               | --            | --                                                                                    |
| 1977        | Chicago Bears                                        | 9-5-0         | Perdeu o Divisional Playoffs                                                          |
| 1978        | Nenhum                                               | --            | --                                                                                    |
| 1979        | Chicago Bears                                        | 10-6-0        | Perdeu o Wild Card Playoffs                                                           |
| 1980        | Nenhum                                               | --            | --                                                                                    |
| 1981        | Nenhum                                               | --            | --                                                                                    |
| 1982+       | Minnesota Vikings Tampa Bay Buccaneers Detroit Lions | 5-4-0 4-5-0   | Perdeu o NFC Second Round Perdeu o NFC First Round Perdeu o NFC First Round           |
| 1983        | Nenhum                                               | --            | --                                                                                    |
| 1984        | Nenhum                                               | --            | --                                                                                    |
| 1985        | Nenhum                                               | --            | --                                                                                    |
| 1986        | Nenhum                                               | --            | --                                                                                    |
| 1987        | Minnesota Vikings                                    | 8-7-0         | Perdeu o NFC Championship Game                                                        |
| 1988        | Minnesota Vikings                                    | 11-5-0        | Perdeu o Divisional Playoffs                                                          |
| 1989        | Nenhum                                               | --            | --                                                                                    |
| 1990        | Nenhum                                               | --            | --                                                                                    |
| 1991        | Chicago Bears                                        | 11-5-0        | Perdeu o Wild Card Playoffs                                                           |
| 1992        | Nenhum                                               | --            | --                                                                                    |
| 1993        | Minnesota Vikings Green Bay Packers                  | 9-7-0         | Perdeu o Wild Card Playoffs Perdeu o Divisional Playoffs                              |
| 1994        | Detroit Lions Chicago Bears Green Bay Packers        | 9-7-0         | Perdeu o Wild Card Playoffs Perdeu o Divisional Playoffs Perdeu o Divisional Playoffs |
| 1995        | Detroit Lions                                        | 10-6-0        | Perdeu o Wild Card Playoffs                                                           |
| 1996        | Minnesota Vikings                                    | 9-7-0         | Perdeu o Wild Card Playoffs                                                           |
| 1997        | Detroit Lions Minnesota Vikings Tampa Bay Buccaneers | 9-7-0 10-6-0  | Perdeu o Wild Card Playoffs Perdeu o Divisional Playoffs Perdeu o Divisional Playoffs |
| 1998        | Green Bay Packers                                    | 11-5-0        | Perdeu o Wild Card Playoffs                                                           |
| 1999        | Detroit Lions Minnesota Vikings                      | 8-8-0 10-6-0  | Perdeu o Wild Card Playoffs Perdeu o Divisional Playoffs                              |
| 2000        | Tampa Bay Buccaneers                                 | 10-6-0        | Perdeu o Wild Card Playoffs                                                           |
| 2001        | Tampa Bay Buccaneers Green Bay Packers               | 9-7-0 12-4-0  | Perdeu o Wild Card Playoffs Perdeu o Divisional Playoffs                              |
| NFC North   |                                                      |               |                                                                                       |
| 2002        | Nenhum                                               | --            | --                                                                                    |
| 2003        | Nenhum                                               | --            | --                                                                                    |
| 2004        | Minnesota Vikings                                    | 8-8-0         | Perdeu no Divisional Playoffs                                                         |
| 2005        | Nenhum                                               | --            | --                                                                                    |
| 2006        | Nenhum                                               | --            | --                                                                                    |
| 2007        | Nenhum                                               | --            | --                                                                                    |
| 2008        | Nenhum                                               | --            | --                                                                                    |
| 2009        | Green Bay Packers                                    | 11-5-0        | Perdeu no Wild Card Playoffs                                                          |
| 2010        | Green Bay Packers                                    | 10-6-0        | Campeão do Super Bowl XLV                                                             |
| 2011        | Detroit Lions                                        | 10-6-0        | Perdeu no Wild Card Playoffs                                                          |
| 2012        | Minnesota Vikings                                    | 10-6-0        | Perdeu no Wild Card Playoffs                                                          |
| 2013        | Nenhum                                               | --            | --                                                                                    |
| 2014        | Detroit Lions                                        | 11-5-0        | Perdeu no Wild Card Playoffs                                                          |
| 2015        | Green Bay Packers                                    | 10-6-0        | Perdeu no Divisional Playoffs                                                         |
| 2016        | Detroit Lions                                        | 9-7-0         | Perdeu no Wild Card Playoffs                                                          |
| 2019        | Minnesota Vikings                                    | 10-6-0        | Perdeu no Divisional Playoffs                                                         |
| 2020        | Chicago Bears                                        | 8-8-0         | Perdeu no Wild Card Playoffs                                                          |
| 2021        | Nenhum                                               | --            | --                                                                                    |
| 2022        | Nenhum                                               | --            | --                                                                                    |
| 2023        | Green Bay Packers                                    | 9-8-0         | Perdeu no Divisional Playoffs                                                         |
| 2024        | Minnesota Vikings Green Bay Packers                  | 14-3-0 11-6-0 | Perdeu o Wild Card Playoffs Perdeu o Wild Card Playoffs                               |